# Сіньцзянський корпус виробництва і будівництва
Сіньцзянський корпус виробництва і будівництва (СКВБ, кит. спр. 新疆生产建设兵团, піньїнь: Xīnjiāng Shēngchǎn Jiànshè Bīngtuán, англ. Xinjiang Production and Construction Corps, також Bingtuan — букв. Корпус) — воєнізована структура на території Сіньцзян-Уйгурського автономного району, яка напряму підпорядковується уряду КНР. Штаб-квартира — місто Урумчі.
СКВБ являє собою мережу державних ферм і поселень, що їх обслуговують — від селища до рівня повітового міста включно — що функціонують за системою туньтянь, тобто використання праці особового складу армії в умовах ризикованого землеробства задля самозабезпечення продовольством. На територіях Корпусу, котрий лише номінально входить до СУАР (а насправді дублює адміністративний поділ останнього і може бути схарактеризований як «держава у державі») діють власні заклади соціальної інфраструктури, освіти, охорони здоров'я тощо. Перший секретар компартії Корпусу є другим за впливовістю чиновником в усьому СУАР і звітує напряму уряду.

## Історія
Сіньцзянський корпус виробництва і будівництва сформовано 1953-го року на базі 1-ї загальновійськової армії Гоміндану та вояків Другої Східно-Туркестанської республіки. Першопочатково сумарна кількість солдатів становила 175 000 осіб; до 1966-го, через приплив молоді з інших провінцій, в містах і містечках СКВБ налічувалося вже 1,5 мільйони осіб.
Культурна революція в Китаї призвела до скасування Сіньцзянського корпусу, тож 1975-го року його території повернулися під юрисдикцію СУАР. Проте, радянське вторгнення до Афганістану спричинило виникнення там руху моджахедів і китайська влада, побоюючись можливих військових дій з боку СРСР і впливу на місцеве (переважно мусульманське) населення, відновила Сіньцзянський корпус виробництва і будівництва аби «запобігти трьом деструктивним силам» (сепаратизму, релігійному екстремізму і тероризму). Згодом військову роль Корпусу перейняв Сіньцзянський військовий сектор (його територія входить до сучасного Західного військового округу), відтак СКВБ став корпусом резерву.

### Санкції США
СКВБ продукує 85% китайської бавовни, що складає 20% світового виробництва.
2020 року Сіньцзянський корпус потрапив під санкції уряду Сполучених Штатів аналогічні до Закону Магнітського через порушення прав людини в автономії; того ж року агропродукцію СКВБ було заборонено до імпорту у США як таку, що вироблена в умовах трудових таборів.

## Поділ
Сіньцзянський корпус поділяється на 14 дивізій, які у свою чергу поділяються на полки.
| Назва                        | Статус міста      | Належність до СКВБ | Дивізія |
| ---------------------------- | ----------------- | ------------------ | ------- |
| Куйтун (кит.: 奎屯市)        | 29 серпня 1975    | 1953–1975          | 7-ма    |
| Шихецзи (кит.: 石河子市)     | 2 січня 1976      | 1953–1975, з 1980  | 8-ма    |
| Арал (кит.: 阿拉尔市)        | 19 січня 2004     | 1953–1975, з 1980  | 1-ша    |
| Уцзяцюй (кит.: 五家渠市)     | 19 січня 2004     | 1953–1975, з 1980  | 6-та    |
| Тумшук (кит.: 图木舒克市)    | 19 січня 2004     | 1966–1975, з 1980  | 3-тя    |
| Бейтунь (кит.: 北屯市)       | 28 листопада 2011 | з 2002             | 10-та   |
| Тєменьгуань (кит.: 铁门关市) | 30 грудня 2012    | з 2002             | 2-га    |
| Шуанхе (кит.: 双河市)        | 26 лютого 2014    | з 2002             | 5-та    |
| Кокдала (кит.: 可克达拉市)   | 18 березня 2015   | з 2003             | 4-та    |
| Куньюй (кит.: 昆玉市)        | 20 січня 2016     | з 2003             | 14-та   |
| Хуянхе (кит.: 胡杨河市)      | 6 грудня 2019     | з 2010             | 7-ма    |
| Сіньсін (кит.: 新星市)       | 4 лютого 2021     | з 2010             | 13-та   |
| Байян (кит.: 白杨市)         | 20 січня 2023     | з 2010             | 9-та    |
| Бейтін (кит.: 北亭市)        | наразі невідомо   | з 2010             | 12-та   |

11-та дивізія дислокується в Урумчі.